# Castaignos-Souslens
Castaignos-Souslens è un comune francese di 384 abitanti situato nel dipartimento delle Landes nella regione della Nuova Aquitania.

## Società

### Evoluzione demografica
Abitanti censiti